# Dibolia phoenicia
Dibolia phoenicia là một loài bọ cánh cứng trong họ Chrysomelidae. Loài này được Allard miêu tả khoa học năm 1866.